# Революційний соціалізм
Революційний соціалізм — сукупність соціалістичних теорій і рухів, що стверджують необхідність докорінної зміни соціально-економічної та політичної системи держави за допомогою революції, скоєної силами масових рухів (робітничого класу або більшості громадян) для досягнення соціалістичного суспільства .
Бренд «революційного марксизму» у більшості мов світу з великою кількістю носіїв фактично є синонімом «троцькізму». Тому революційно-соціалістичними називають себе і ті революційні марксистські організації, які не хочуть асоціюватися з троцькістами (люксембургіанці, послідовники де Леона, імпосибілісти). Водночас, на думку Б. В. Ракитського, марксизм, революційний марксизм, послідовний гуманізм — синоніми, оскільки марксизм вважає соціальну революцію (соціалістичну за цілями та рушійними силами) необхідною для переходу суспільства в русло послідовно гуманістичного розвитку. Але Ракитський, подібно до троцькістів, класиком марксизму поряд з К. Марксом і Ф. Енґельсом вважає і В. І. Леніна. Під соціальною революцією в марксизмі розуміється радикальна зміна типу (характеру) влади у суспільстві та у господарстві.
Революційним соціалістом вважається той, хто вважає за необхідне захоплення влади на користь пригноблених для побудови соціалізму.
Поняття використовується лівосоціалістичними та комуністичними рухами для розрізнення з характерним для багатьох соціал-демократів « реформізмом », тобто із системою поглядів, що відстоює можливість поступової зміни суспільства засобами еволюційного наближення до соціалізму чи покращення існуючої капіталістичної системи у процесі реформ та компромісів. У цьому плані революційним соціалістам ставляться як представники марксизму, а й революційного анархізму та інших лібертарно-соціалістичних течій. У Росії існувала партія соціалістів-революціонерів народницького штибу, від якої пізніше відокремилися Союз соціалістів-революціонерів-максималістів, партія народних соціалістів, ліві есери . З іншого боку, революційний соціалізм відкидає ідею малих революційних груп, які прагнуть захоплення влади у вигляді змови, без активної підтримки мас (« бланкізм»).
На думку Ракитського, досі всі соціалістичні революції завершувалися контрреволюціями із встановленням авторитарних диктатур — антиподів соціалізму, але з соціалістичною фразеологією, і навіть Жовтнева революція завершилася сталіністською контрреволюцією наприкінці 20-х років XX століття.